# Osawatomie
Osawatomie is een plaats (city) in de Amerikaanse staat Kansas, en valt bestuurlijk gezien onder Miami County.

## Demografie
Bij de volkstelling in 2000 werd het aantal inwoners vastgesteld op 4645.
In 2006 is het aantal inwoners door het United States Census Bureau geschat op 4588, een daling van 57 (-1.2%).

## Geografie
Volgens het United States Census Bureau beslaat de plaats een oppervlakte van
11,6 km², waarvan 11,5 km² land en 0,1 km² water. Osawatomie ligt op ongeveer 265 m boven zeeniveau.

## Plaatsen in de nabije omgeving
De onderstaande figuur toont nabijgelegen plaatsen in een straal van 20 km rond Osawatomie.